# Rhachotropis inflata
Rhachotropis inflata is een vlokreeftensoort uit de familie van de Eusiridae. De wetenschappelijke naam van de soort is voor het eerst geldig gepubliceerd in 1883 door Sars.